# Радаја (Клуж)
Радаја (рум. Rădaia) насеље је у Румунији у округу Клуж у општини Бачу. Oпштина се налази на надморској висини од 372 m.

## Становништво
Према подацима из 2002. године у насељу је живело 120 становника, од којих су сви румунске националности.